# Gray's Anatomy
Gray's Anatomy (trad. Anatomia lui Gray) este un manual de anatomie umană redactat în limba engleză, scris original de către Henry Gray și ilustrat de Henry Vandyke Carter. Edițiile mai timpurii erau denumite Anatomy: Descriptive and Surgical și Gray's Anatomy: Descriptive and Applied, dar numele a fost scurtat și ulterior lucrarea a fost intitulată simplu Gray's Anatomy.
Cartea este recunoscută ca o lucrare foarte influentă în anatomia umană, și a fost revizuită și reeditată din anul 1858 până în prezent. Ediția a 40-a a manualului a fost publicată în 2008, anul celei de-a 150-a aniversare. 